# Symmachia hippea
Espèce
Symmachia hippea est un insecte lépidoptère appartenant à la famille  des Riodinidae et au genre Symmachia.

## Taxonomie
Symmachia hippea a été décrit par Gottlieb August Wilhelm Herrich-Schäffer en 1853.

## Description
Symmachia hippea est un petit papillon cuivré très ornementé de marron et de jaune. Le dessus des ailes antérieures est barré d'une bande jaune séparant l'apex. Toute la surface des ailes est cuivrée marbrée de marron avec une bande submarginale laune orangée marquée d'une ligne de grosses taches marron.
Le revers est plus clair, ocre marqué de cuivré et de marron avec la même ornementation.

## Écologie et distribution
Symmachia calligrapha est présent au Surinam, en Guyana et en Guyane,.

### Biotope
Symmachia hippea est présent en Guyane en lisière de forêt.

### Protection
Pas de statut de protection particulier.